# راؤول كاستانيدا
راؤول كاستانيدا (بالإسبانية: Raúl Castañeda)‏ (20 سبتمبر 1982 – 6 سبتمبر 2017) هو ملاكم مكسيكي راحل، مثّل بلاده في الألعاب الأولمبية الصيفية 2004.

## روابط خارجية
راؤول كاستانيدا على موقع بوكس ريك (الإنجليزية) (registration required)
- راؤول كاستانيدا على موقع أوليمبيديا (الإنجليزية)